# Thuận Bắc (huyện)
Thuận Bắc là một huyện miền núi nằm ở phía đông bắc tỉnh Ninh Thuận, Việt Nam.

## Địa lý
Huyện Thuận Bắc nằm ở phía đông bắc tỉnh Ninh Thuận, có vị trí địa lý:
- Phía đông bắc giáp Biển Đông
- Phía tây giáp huyện Bác Ái
- Phía đông và nam giáp huyện Ninh Hải
- Phía bắc giáp thành phố Cam Ranh, tỉnh Khánh Hòa.

Huyện Thuận Bắc có diện tích là 318,26 km², dân số năm 2019 là 43.322 người, mật độ dân số đạt 136 người/km².

## Hành chính

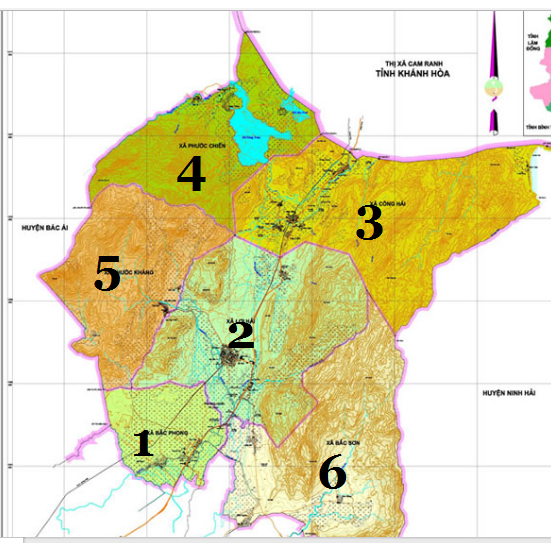
Bản đồ huyện Thuận Bắc: 1. Bắc Phong, 2. Lợi Hải, 3. Công Hải, 4. Phước Chiến, 5. Phước Kháng, 6. Bắc Sơn.

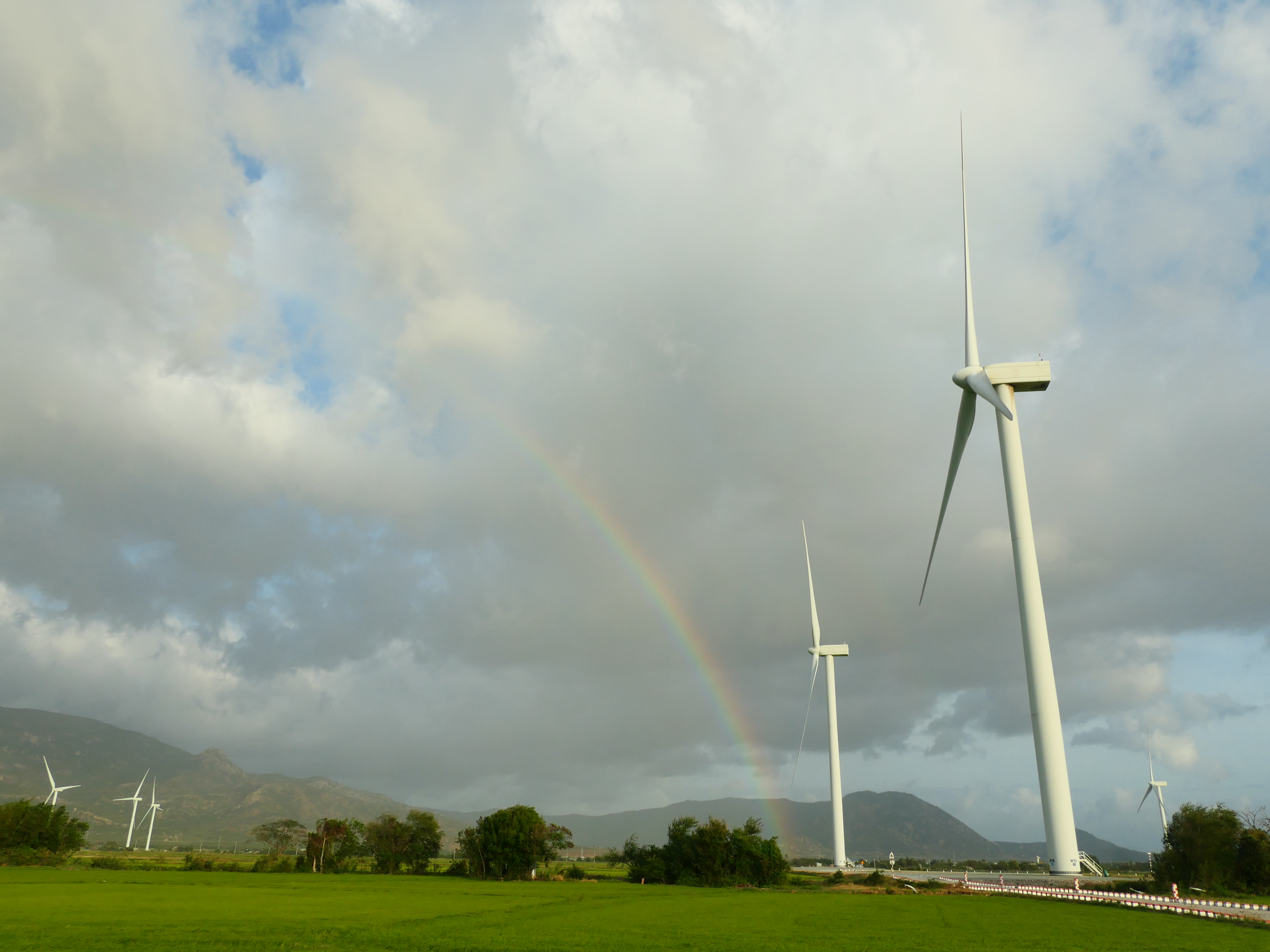
Các tua bin gió của Điện gió Đầm Nại trên địa bàn huyện Thuận Bắc

Huyện Thuận Bắc có 6 đơn vị hành chính cấp xã trực thuộc, bao gồm 6 xã: Bắc Phong, Bắc Sơn, Công Hải, Lợi Hải (huyện lỵ), Phước Chiến và Phước Kháng.

## Lịch sử
Trước năm 2005, địa bàn huyện Thuận Bắc ngày nay thuộc huyện Ninh Hải.
Ngày 7 tháng 7 năm 2005, Chính phủ ban hành Nghị định số 84/2005/NĐ-CP về việc tách 6 xã: Lợi Hải, Công Hải, Phước Chiến, Phước Kháng, Bắc Sơn và Bắc Phong thuộc huyện Ninh Hải để thành lập huyện Thuận Bắc.
Huyện Thuận Bắc có 31.993 ha diện tích tự nhiên và 34.675 người với 6 xã trực thuộc.

## Du lịch
- Biển Bình Tiên ở xã Công Hải
- Điện gió Đầm Nại ở xã Bắc Sơn.

## Giao thông
Có quốc lộ 1A, đường cao tốc Cam Lâm – Vĩnh Hảo và đường sắt Bắc Nam đi qua.